# Brněnský půlmaraton
Brněnský půlmaraton je půlmaratonský závod pořádaný od roku 1999 (s přestávkami v letech 2003, 2005 a 2006) v jarních měsících v Brně. Do roku 2004 se tento závod konal v areálu Brněnského výstaviště, v roce 2007 se uskutečnil poprvé v ulicích města Brna.
Od roku 2013 je organizátorem Brněnského půlmaratonu skupina běžeckých nadšenců ze seskupení BehejBrno.com.

## Přehled vítězů
Následující tabulka ukazuje vítěze (muži a ženy) půlmaratonského běhu:
| Poř. | Rok  | Muži    | Muži                         | Ženy    | Ženy                            |
| Poř. | Rok  | Čas     | Vítěz                        | Čas     | Vítězka                         |
| ---- | ---- | ------- | ---------------------------- | ------- | ------------------------------- |
| 1.   | 1999 | 1:02:55 | Ali Ezayedi (Libye)          | 1:16:54 | Dana Janečková (Slovensko)      |
| 2.   | 2000 | 1:04:37 | Ali Ezayedi (Libye)          | 1:19:39 | Dana Janečková (Slovensko)      |
| 3.   | 2001 | 1:05:33 | Ali Ezayedi (Libye)          | 1:21:53 | Ida Kovács (Maďarsko)           |
| 4.   | 2002 | 1:11:17 | Victor Gatundu (Keňa)        | 1:18:18 | Alena Peterková (Česko)         |
| 5.   | 2004 | 1:08:30 | Pavel Novák (Česko)          | 1:22:44 | Ivana Martincová (Česko)        |
| 6.   | 2007 | 1:04:53 | Michael Karonei (Keňa)       | 1:20:42 | Dana Janečková (Slovensko)      |
| 7.   | 2008 |         |                              |         |                                 |
| 8.   | 2009 |         |                              |         |                                 |
| 9.   | 2010 |         |                              |         |                                 |
| 10.  | 2011 |         |                              |         |                                 |
| 11.  | 2012 |         |                              |         |                                 |
| 12.  | 2013 | 1:10:55 | Daniel Orálek (Česko)        | 1:28:24 | Iveta Fořtová (Česko)           |
| 13.  | 2014 | 1:09:31 | Elisha Kiprotich Sawe (Keňa) | 1:25:44 | Elena Daniela Cirlan (Rumunsko) |
| 14.  | 2015 | 1:10:18 | Martin Kučera (Česko)        | 1:27:29 | Soňa Vnenčáková (Slovensko)     |
| 15.  | 2016 | 1:11:21 | Martin Kučera (Česko)        | 1:24:00 | Simona Křivánková (Česko)       |
| 16.  | 2017 | 1:09:02 | Jiří Čípa (Česko)            | 1:18:32 | Tunde Szabo (Maďarsko)          |
| 17.  | 2018 | 1:08:51 | Jiří Čípa (Česko)            | 1:27:08 | Tereza Ďurdiaková (Česko)       |